# Théorème de Dubins-Schwarz
 (novembre 2022).
Le théorème de Dubins-Schwarz (aussi théorème de Dambis-Dubins-Schwarz) est un théorème de calcul stochastique, qui caractérise toutes les martingales continues, locales ou non, comme mouvements browniens.
Le théorème a été prouvé en 1965 par Lester Dubins et Gideon E. Schwarz et, indépendamment, par K. E. Dambis, un doctorant d'Eugène Dynkine.

## Théorème de Dubins-Schwarz
On note:
- {\displaystyle \mathbb {F} =({\mathcal {F}}_{t})_{t\geq 0}} une filtration.
- {\displaystyle {\mathcal {M}}_{0,\operatorname {loc} }^{c}} est l'espace des martingales locales, {\displaystyle \mathbb {F} }-adapté, continue {\displaystyle M=(M_{t})_{t\geq 0}} avec {\displaystyle M_{0}=0}.
- {\displaystyle \langle M\rangle } est la variation quadratique.

Théorème — Soit {\displaystyle M\in {\mathcal {M}}_{0,\operatorname {loc} }^{c}} avec {\displaystyle \langle M\rangle _{\infty }=\infty }, on définit le temps d'arrêt pour chaque {\displaystyle t\geq 0}
{\displaystyle T_{t}=\inf\{s:\langle M\rangle _{s}>t\}.}
Alors {\displaystyle B:=(B_{t})_{t\geq 0}:=(M_{T_{t}})_{t\geq 0}} est un {\displaystyle ({\mathcal {F}}_{T_{t}})}-mouvement brownien et {\displaystyle M_{t}=B_{\langle M\rangle _{t}}}.